# TYC 8998-760-1
TYC 8998-760-1 è una giovane stella simile al Sole, distante 310 anni luce dal sistema solare e visibile nella costellazione della Mosca. Nel 2020 sono stati scoperti due pianeti extrasolari per rilevamento diretto, tramite un'immagine catturata con lo strumento SPHERE del Very Large Telescope. È stata la prima scoperta per rilevamento diretto di un esopianeta in orbita a una stella di tipo solare.

## Caratteristiche
La stella ha appena 17 milioni di anni, si sta ancora contraendo dalla nebulosa primordiale e sta poco a poco aumentando la sua temperatura e incrementando la sua luminosità, ancora inferiore a quella che aveva il Sole all'inizio della sua esistenza, 4,7 miliardi di anni fa, quand'era il 70% di quella attuale. La massa è praticamente la stessa, il raggio misurato dal satellite Gaia è 0,95 R⊙ e la sua luminosità il 43% di quella solare.

## Sistema planetario
Al 2021 sono migliaia gli esopianeti scoperti, tuttavia salvo poche eccezioni le scoperte sono avvenute tramite metodi indiretti, in gran parte con il metodo della velocità radiale e quello del transito. L'osservazione diretta di esopianeti è resa difficoltosa dalla luminosità delle loro stelle madri, la cui luce sovrasta quella debole riflessa dai pianeti. Solo due volte erano stati scoperti sistemi planetari multipli con immagine diretta, tuttavia si trattava di stelle diverse dal Sole, come Beta Pictoris e HR 8799, stelle bianche più calde e massicce, ed è stata quindi la prima volta che si è potuto osservare più di un pianeta attorno a una stella di tipo solare.
TYC 8998-760-1 b e TYC 8998-760-1 c, i pianeti scoperti, sono più massicci di Giove e orbitano a grande distanza dalla stella, rispettivamente a 162 e 320 au. Il pianeta b ha una massa di 14±3 MJ e potrebbe quindi anche essere una nana bruna, una stella "mancata" che non ha la massa sufficiente per avviare la fusione dell'idrogeno ma che per un periodo relativamente breve può fondere il deuterio. Il pianeta c è invece un supergioviano con una massa di 6±1 MJ. Entrambi, date le loro masse e la loro giovane età, sono ancora molto caldi nonostante la distanza dalla stella, con temperature di 1727 K e 1240 K rispettivamente per b e c.
Uno studio del 2023 ha rivisto le masse dei pianeti al rialzo: il pianeta b con una massa oltre 20 volte quella di Giove è quasi certamente catalogabile come una nana bruna, e non un pianeta.
La notevole distanza dei due pianeti dalla stella ne ha consentito un osservazione spettroscopica diretta da parte del telescopio Webb, che ha rilevato la presenza di nubi di silicati nell'atmosfera del pianeta più esterno, Yses-1 c. La sua composizione atmosferica ha evidenziato nuvole di silicati ad alta quota, contenenti probabilmente pirosseno ricco di ferro o combinazioni di bridgmanite (MgSiO3) e forsterite (Mg2SiO4). Il pianeta interno, Yses-1 b appare circondato da un disco circumplanetario anch’esso formato da silicati.

### Prospetto del sistema
| Pianeta | Tipo        | Massa      | Raggio          | Periodo orb. | Sem. maggiore | Scoperta |
| ------- | ----------- | ---------- | --------------- | ------------ | ------------- | -------- |
| b       | Nana bruna  | 21,8±3 MJ  | 3+0,2 −0,7 r⊕   | -            | 162 UA        | 2020     |
| c       | Super Giove | 7,2±0,7 MJ | 1,1+0,6 −0,3 r⊕ | -            | 320 UA        | 2020     |